# Przygody braci Mario
Przygody braci Mario (ang. The Super Mario Brothers Super Show!, 1989) – amerykańsko-koreańsko-kanadyjski serial animowany dla dzieci oparty na grach wideo z serii Super Mario Bros. oraz The Legend of Zelda. W Polsce serial emitowany był od 13 czerwca 1997 do ok. 1999 roku na Polsacie 2 w wersji z polskim lektorem, którym był Jacek Brzostyński. Serial ten później emitowano od 5 lipca 1999 roku na Polsacie oraz również na TV4 (2001-2003). Od 21 grudnia 2015 roku serial jest wyświetlany codziennie na antenie Top Kids, w nowo opracowanej wersji lektorskiej (czyta Jaromir Sosnowski).
Serial skupia się na przygodach dwóch braci hydraulików z Brooklynu, którzy pewnego razu przy naprawie rur wpadają przez ścieki do Grzybowego Królestwa, nad którym władzę próbuje przejąć zły Król Koopa (znany też jako Bowser) poprzez porwanie i poślubienie prawowitej władczyni królestwa, Księżniczki Muchomorzanki (dzisiaj znanej jako Księżniczka Peach). Mario i Luigi muszą za wszelką cenę chronić księżniczki oraz mieszkańców jej królestwa przed złym Koopą i jego armią, a zarazem znaleźć drogę do domu. W ich wyprawach towarzyszy Toad. Serial przedstawia również (poprzez specjalne segmenty aktorskie) życie braci hydraulików zanim trafili do Grzybowego Królestwa, kiedy prowadzili usługi hydrauliczne w Brooklynie, zaś do ich biura często wpadali niecodzienni goście, np. Inspektor Gadżet, Elvis, Drakula, Elvira i inni.
Co piąty odcinek przedstawia nową historię o Księżniczce Zeldzie oraz miejscowym bohaterze królestwa Hyrule, Linku. Razem muszą chronić królestwa przed złym czarnoksiężnikiem, Ganonem, który wpadł w posiadanie Trójsiły Mocy i pragnie przejąć władzę nad królestwem Hyrule poprzez zdobycie Trójsiły Mądrości, którą mają w posiadaniu Link i Zelda.